# Dordrechttief
Koordinaten: 33° 25′ 12″ S, 101° 28′ 48″ O

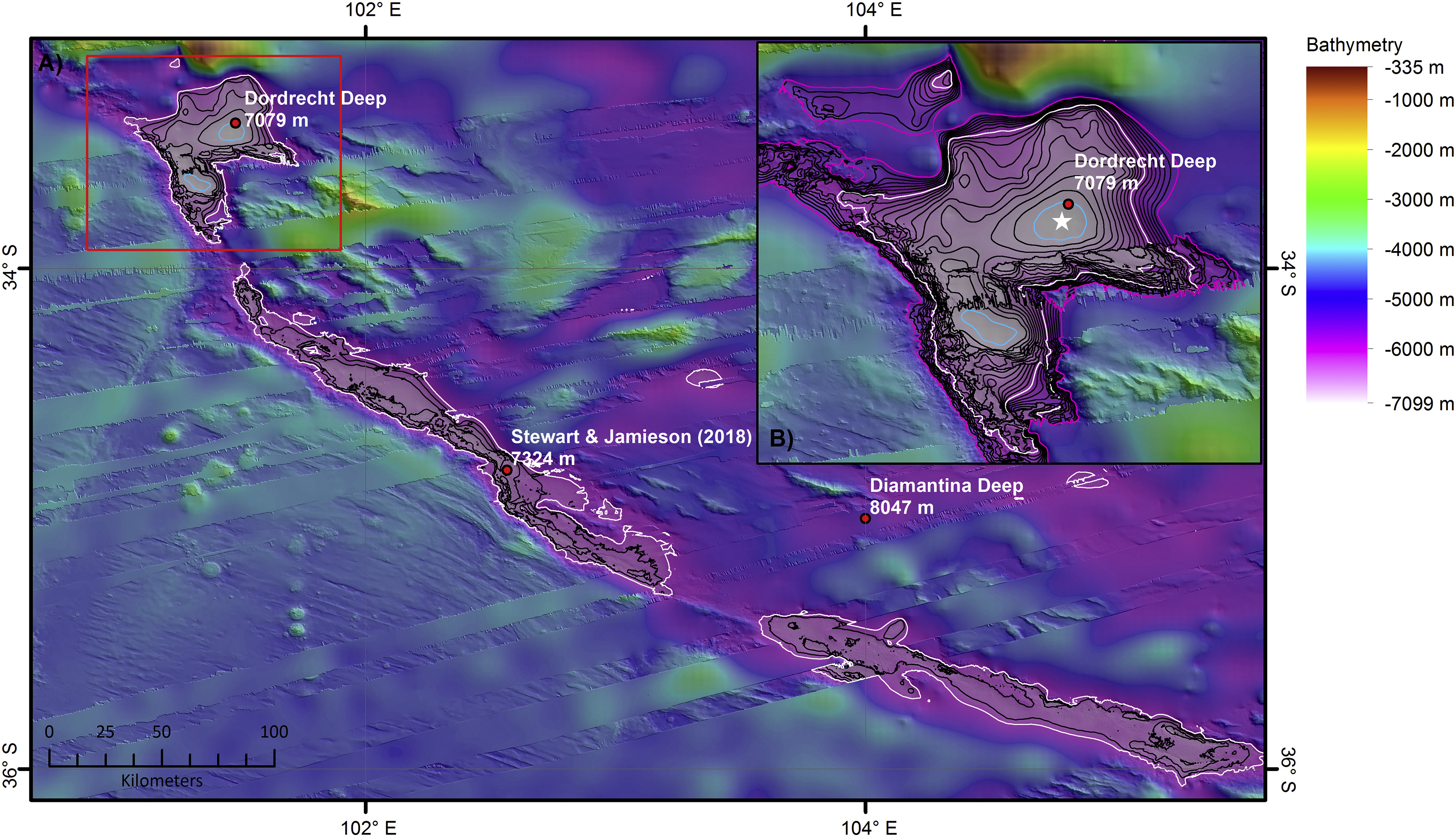
Ausschnitt der Diamantina Fracture Zone, 2019

Das Dordrechttief (englisch Dordrecht Deep oder Dordrecht Hole) ist ein rund 7100 m tiefes Meerestief in der Diamantina Fracture Zone im südostindischen Becken des Indischen Ozeans.
Es ist benannt nach dem Schiff Dordrecht der Niederländischen Ostindien-Kompanie, das im Jahr 1619 unter Frederick de Houtman die australische Westküste erkundete.

## Geographie
Innerhalb des Südostindischen Beckens liegt das Dordrechttief über 1000 km westlich der australischen Stadt Perth. Es befindet sich bei etwa 33.4° südlicher Breite und 101.5° östlicher Länge. Es liegt in einer Bruchzone, hat eine Größe von etwa 80 × 95 km und besteht aus zwei Vertiefungen, von denen die nördliche den tiefsten Punkt von rund 7100 m Tiefe enthält.

## Tiefste Stelle der Diamantina Fracture Zone
Im Jahr 2019 untersuchte eine Expedition, die mit dem Tauchboot Limiting Factor die tiefsten Punkten aller Ozeane erreichen wollte, das Gebiet mit einem Lander und einem Fächerecholot. Bis dahin galt das Diamantinatief mit über 8000 m als tiefste Stelle des Indischen Ozeans. Bei der Kartierung wurde eine maximale Tiefe der Diamantina Fracture Zone von 7019 m ± 17 m in der südlichen Vertiefung des Dordrechttiefs festgestellt (33° 37′ 52″ S, 101° 21′ 14″ O). Auf Basis des GEBCO_2014 global bathymetry dataset und der Global Multi-Resolution Topography Synthesis wurde die Tiefe der nördlichen Vertiefung des Dordrechttiefs auf 7090 bis 7100 m berechnet. An der Stelle des Diamantinatiefs beträgt die Wassertiefe nur 5300 m. Seitdem gilt das Dordrechttief als tiefste Stelle der Diamantina Fracture Zone, und der Javagraben mit 7290 m als tiefste Stelle des Indischen Ozeans.